# Cowboy Junkies
Pour les articles homonymes, voir Cowboy.
Cowboy Junkies est un groupe canadien de country alternatif, blues rock et folk rock composé par trois membres de la famille Timmins, Michael à la guitare, Peter à la batterie et Margo au chant, le quatrième musicien est Alan Anton qui joue la basse ; tous sont nés à Montréal au Québec. Le groupe s'est formé à Toronto en 1985. Le nom a été choisi un peu au hasard, avant leur toute première apparition en public à la Beverly Tavern et dans d'autres clubs tels que The Rivoli, situé sur Queen Street West à Toronto. 
C'est dans leur garage en 1986 qu'ils ont enregistré leur tout premier album, Whites Off Earth Now!!, duquel ressortent notamment l'inspiration et l'influence blues et folk dans les instruments et la manière de chanter charismatique et appellative. Cet album tout comme leur deuxième a été enregistré à l'aide d'un seul microphone ambisonique (microphone stéréo). Sur leur premier album, ils ont adapté des chansons de divers auteurs/compositeurs  telles que Shining Moon de Lightnin' Hopkins, State Trooper de Bruce Springsteen, Me and the Devil Blues et Crossroads de Robert Johnson, Decoration Day, I'll Never Get Out of These Blues Alive et Forgive Me de John Lee Hooker, Baby Please Don't Go de Big Joe Williams, Take Me est, quant à elle, une chanson originale de	Michael et Margo Timmins. 
John Timmins était aussi un membre du groupe, il en était le bassiste, mais il quitta avant l'enregistrement du premier album. Dès lors la composition du groupe n'a plus jamais changé et ils ont été accompagnés par beaucoup d'autres musiciens sur la plupart de leurs albums, le multi-instrumentiste Jeff Bird est parmi ceux-ci et a apporté sa collaboration sur tous les albums à partir du second. 
Le groupe a obtenu une plus large reconnaissance avec leur deuxième album, The Trinity Sessions, qui a été enregistré en 1987 à l'Église de la Sainte Trinité de Toronto. Leur son et leur mix de blues, country folk, rock et jazz leur ont apporté encore une attention considérable de la part de la critique et une forte légion de fans. Le Los Angels Times a nommé cet enregistrement parmi les 10 meilleurs albums de 1988. Il contient leurs interprétations de classiques tels que Blue Moon Revisited (Song for Elvis) de Richard Rodgers et Lorenz Hart, ainsi que Sweet Jane du Velvet Underground composée par Lou Reed, I'm So Lonesome I Could Cry de Hank Williams et finalement Dreaming My Dreams with You de Allen Reynolds. La reconnaissance des Cowboy Junkies aux États-Unis a augmenté de nouveau en 1994 quand le single Sweet Jane fut utilisé dans la bande sonore du film Natural Born Killers. The Trinity Sessions a été réenregistré en 2006, toujours à l'Église de la sainte Trinité de Toronto et publié en 2007 sous le titre Trinity Revisited avec un DVD contenant tout l'album  ainsi que The Trinity Revisited-A Documentary. En 2021, le groupe publie leur album Songs of the Recollection sur lequel ils reprennent aussi des grands classiques du rock tels que Five Years de David Bowie,  Ooh Las Vegas de Gram Parsons, No Expectations de Jagger/Richards, Don't Let It Bring You Down et Love in Mind de Neil Young, The Way I Feel de Gordon Lightfoot, I've Made Up My Mind to Give Myself to You de Bob Dylan ainsi que Seventeen Seconds de Simon Gallup, Matthieu Hartley, Robert Smith, et Lol Tolhurst; des Cure. Les Cowboy Junkies ont continué à enregistrer, à ce jour, 21 albums studio et 8 albums live, avec une liste de concerts prévus jusquen 2023. Leur dernier album sorti en 2023 s'intitule Such Ferocious Beauty.

## Membres
- Margo Timmins, chant, née le 27 janvier 1961
- Michael Timmins, guitares acoustique et électrique, né le 21 avril 1959
- Alan Anton, basse et contrebasse, né le 22 juin 1959
- Peter Timmins, batterie, né le 2 octobre 1965

Depuis leur deuxième album The Trinity Sessions, le groupe a joué tant sur disque qu'en concerts, avec le multi-instrumentiste Jeff Bird, qui joue la mandoline acoustique et électrique, l'harmonica, les percussions et les samplings.

## Discographie
Albums studio
- Whites Off Earth Now!! : 1986
- The Trinity Session : 1988
- The Caution Horses : 1990
- Black Eyed Man : 1992
- Pale Sun Crescent Moon : 1993
- Lay It Down : 1996
- Miles from Our Home : 1998
- Open : 2001
- One Soul Now : 2004
- Early 21st Century Blues : 2005
- At The End Of Paths Taken : 2007
- Trinity Revisited (CD/DVD) : 2007 - Le groupe a repris leur album classique The Trinity Session de 1988.
- Nomad Series Vol.1: Renmin Park : 2010
- Nomad Series Vol.2: Demons : 2011
- Nomad Series Vol.3: Sing In My Meadow : 2011
- Nomad Series Vol.4: The Wilderness
- All That Reckoning : 2018
- Ghosts : 2020
- Songs of the Recollection : 2021
- Sharon 2022
- Such Ferocious Beauty : 2023

Albums live
- 200 More Miles: Live Performances 1985-1994: 1995
- Waltz Across America : 2000
- BBC Radio One Sessions : 2002
- Open Road (CD/DVD) : 2002 - Le DVD renferme un concert du groupe au Festival d'Été de Québec en 2001.
- In the Time Before Llamas : 2003
- Long Journey Home (CD/DVD) : 2006
- Acoustic Junk (Édition limitée) : 2009
- Music Is the Drug (Édition limitée) : 2020

Compilations
- Studio: Selected Studio Recordings 1986-1995 : 1996
- Rarities, B Sides and Slow, Sad Waltzes : 1999
- Best of the Cowboy Junkies : 2001
- All the Best 2001
- The Radio One Sessions : 2002
- Platinum & Gold Collection : 2003
- The Nomad Series Coffret de 5 CD + 1 Disque vinyle : 2012
- Notes Falling Slow Coffret de 4 CD : 2015
- All That Reckoning / Ghosts 2021

EP
- Live! 1992
- Neath Your Covers, Part 1 2004